# Lucius Valerius Flaccus (Kr. e. 261)
Lucius Valerius Flaccus (Kr. e. 3. század) római politikus, hadvezér, az előkelő Valeria gens tagja volt.
I. e. 261-ben, az első pun háború idején volt consul. Hivatali évében Szicíliában hadakozott a karthágóiak ellen, kevés sikerrel. Fia, Publius Valerius Flaccus i. e. 227-ben szintén elérte a köztársaság legmagasabb magistraturáját.